# God & Guns
God & Guns és l'onzè àlbum d'estudi de la banda estatunidenca Lynyrd Skynyrd i fou publicat l'any 2009.
El disc compta amb la col·laboració del guitarrista John 5 i es tracta del darrer treball del teclista original Billy Powell, mort el gener de 2009. Prèviament s'havien llançat dos senzills, "Still Unbroken" i "Simple Life", durant el juliol i agost respectivament. El títol de l'àlbum fa referència al control irresponsable d'alguns propietaris d'armes.

## Llista de cançons
1. "Still Unbroken" − 5:06
2. "Simple Life" − 3:17
3. "Little Thing Called You" − 3:58
4. "Southern Ways" − 3:48
5. "Skynyrd Nation" − 3:52
6. "Unwrite that Song" − 3:50
7. "Floyd" (feat. Rob Zombie) − 4:03
8. "That Ain't My America" − 3:44
9. "Comin' Back For More" − 3:28
10. "God & Guns" − 5:44
11. "Storm" − 3:15
12. "Gifted Hands" − 5:22

Cançons extra de l'edició especial
1. "Bang Bang" − 3:10
2. "Raining In My Heartland" − 3:55
3. "Hobo Kinda Man" − 3:54
4. "Red White & Blue" (Directe) − 5:43
5. "Call Me The Breeze" (Directe) − 5:49
6. "Sweet Home Alabama" (Directe) − 6:25

## Personal
- Johnny Van Zant − cantant
- Daniel Maguire − guitarres
- Gary Rossington − guitarres
- Rickey Medlocke − guitarres, veus addicionals
- Mark Matejka − guitarres, veus addicionals
- Ean Evans − baix, veus addicionals
- Robert Kearns − baix, veus addicionals
- Michael Cartellone − bateria
- Billy Powell − teclats
- Peter Pisarczyk − teclats

Personal addicional
- John 5 − guitarres
- Rob Zombie − cantant a "Floyd"
- Michael Rhodes
- Greg Morrow
- Perry Coleman
- Jerry Douglas
- Bob Marlette
- The Honkettes (Dale Krantz Rossington i Carol Chase) − veus addicionals
- Lisa Parade − arranjaments de corda a "Unwrite That Song" i "Gifted Hands"